# Águas de Chapecó
Águas de Chapecó est une ville brésilienne de l'ouest de l'État de Santa Catarina.

## Géographie
Águas de Chapecó se situe par une latitude de 27° 04′ 13″ sud et par une longitude de 52° 59′ 12″ ouest, à une altitude de 291 mètres.
Sa population était de 6 109 habitants au recensement de 2010. La municipalité s'étend sur 139 km2.
La ville se trouve à 665 km à l'ouest de la capitale de l'État, Florianópolis. Elle fait partie de la microrégion de Chapecó, dans la mésorégion Ouest de Santa Catarina.
Le climat local est humide avec une température moyenne annuelle de 20 °C.
Son IDH était de 0,781 en 2000 (PNUD).

## Histoire
En 1896, Felipe Schell Loureiro, topographe et responsable du cadastre de l'extrême ouest de Santa Catarina et du Paraná, découvre une source d'eau minérale sur le territoire de l'actuelle municipalité d'Águas de Chapecó.
La colonisation commence en 1915 avec l'arrivée des premiers colons, majoritairement d'origine italienne. Sur ces terres fertiles, ils cultivent le maïs, le haricot et le blé et exploitent les ressources en bois de la région, qu'ils exportent par les rios Chapecó et Uruguai.
Des années 1930 à 1960 environ, la source thermale permet un relatif développement touristique de la région. Son attractivité décline à la suite d'une destruction par les crues et du désintérêt de ses propriétaires.
Jusqu'en 1955, la localité était connue sous le nom de Vila Aurora. En 1955, elle devient un district de Chapecó, sous le nom d'Águas de Chapecó (de águas, « eaux » pour les sources minérales locales et Chapecó selon le nom de la principale ville de la région et celui de la rivière sur les rives de laquelle elle se trouve).
Elle devient une municipalité à part entière le 14 décembre 1962, par démembrement de Chapecó.
À partir des années 1980, de nouvelles infrastructures thermales sont construites et la ville recommence à accueillir curistes et touristes,.

## Économie
L'économie de la municipalité est centrée sur l'agriculture et le tourisme.

## Tourisme
La « compagnie hydrominérale de l'ouest de Santa Catarina » (Companhia Hidromineral do Oeste Catarinense ou « Hidroeste » en portugais), alimentée en eau minérale à 37 °C par un puits artésien est la principale attraction de la municipalité. Ces eaux sont recommandées, entre autres, pour le traitement des rhumatismes, des ulcères et de calculs rénaux. Un complexe thermal accueille les nombreux touristes sur les rives du rio Chapecó.
La ville compte également plusieurs cascades, situées au milieu de la forêt primaire, sur les cours d'eau Chapecó et Uruguai,.

## Culture
Tout au long de l'année, la ville accueille plusieurs évènements, parmi lesquels :
- le carnaval régional d'Águas de Chapecó, réputé dans toute la région[11] ;
- le baile do chopp, bal traditionnel animé par des groupes folkloriques germaniques, le premier samedi de janvier[12] ;
- la semaine de la municipalité, festivités autour de la célébration de l'anniversaire de l'émancipation de la municipalité, le 14 décembre[12].

## Administration

### Liste des maires
Depuis son émancipation de la municipalité de Chapecó en 1963, Águas de Chapecó a successivement été dirigée par:
- José Tirondelli - 1963
- José Merísio - 1963 à 1969
- Paulo Reschke - 1969 à 1972
- Arlindo Mohr - 1972 à 1977
- Claudino Antoninho Roman - 1977 à 1983
- Pedro Agilar Giongo - 1983 à 1989
- Adilson Zeni - 1989 à 1992
- Celso Luiz Hermes - 1993 à 1996
- Adilson Zeni - 1997 à 2000
- Moacir Dalla Rosa - 2001 à 2008
- Adilson Zeni - 2009 à aujourd'hui

### Divisions administratives
La municipalité est constituée d'un seul district, siège du pouvoir municipal.

## Villes voisines
Águas de Chapecó est voisine des municipalités (municípios) suivantes :
- Alpestre dans l'État du Rio Grande do Sul
- Caxambu do Sul
- Planalto Alegre
- Nova Erechim
- Nova Itaberaba
- São Carlos
- Saudades